# Lanio fulvus
Lanio fulvus là một loài chim trong họ Thraupidae.